# Incappellaggio doppio
L'incapellaggio doppio, o anche Gassa tripla, è un nodo prevalentemente usato per issare alberi provvisori su imbarcazioni. Ai tre colli che si creano si possono legare lo strallo e  le due sartie, quella di sinistra e destra, mentre i due baffi che si creano sotto al nodo possono essere usati, singolarmente o separati, come strallo di poppa o paterazzo in caso si usino doppie, rendendo ancor maggiore la stabilità dell'albero.

## Usi

### Nautica
- Usato per drizzare alberi provvisori su imbarcazioni, inserendo l'albero al centro del nodo.
- Può anche essere usato per creare tre anelli legando i baffi ad una anella o ad un palo, oppure inserendo la parte centrale in una bitta e creando così addirittura quattro anelli se si legano fra loro i baffi con nodi inglesi oppure con un nodo piano e per sicurezza due mezzi colli.

### Carpenteria
- Si può usare anche per issare pali, pennoni o per assicurare alberi nel o al suolo.
- Può essere usato per creare colli per tirare linee tra alberi e pali e creare linee provvisorie.

## Esecuzione
L'esecuzione è particolarmente semplice se lo si sa fare, potrebbe risultare molto complessa a neofiti. Il nodo è un nodo a stringere, in questo caso, se si infila un palo in mezzo, tirando i tre colli e i due baffi il nodo stringe attorno al palo.
Per fare in modo che il nodo non si sciolga, una volta inserito il palo in mezzo, se non si vogliono usare i due baffi, si possono annodare i baffi con un nodo piano.